# Redbird trains

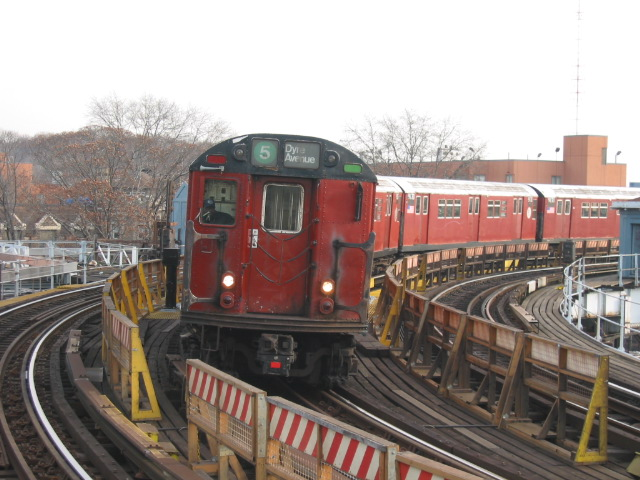
IRT Redbirds operating on the on the IRT White Plains Road Line in 2002.

Redbird trains (通称：レッドバード) とは、米国のニューヨーク地下鉄で1984年から1989年にかけて全面が赤く塗装された車両である。

## 概要
これらは、経費削減のために、主に1960年代に製造された車両のうち、塗装が必要な車両を単色化したものである。
レッドバードには、R26形、R27形、R28形、R29形、R30形、R33形、R36形の7形式があったが、2000年代初頭にR142形などに置き換えられ、2003年に引退した。なお、赤く塗装されたR21形やR22形などの旧型車両は、レッドバードという愛称がつけられる前の1980年代後半に引退したため、レッドバードの車両には該当しない。ラストランは、2003年4月20日に行われた。その後、廃車体の多くは海中投棄処分されたが、一部の車両はニューヨーク交通博物館などに保存されている。

## 各形式の詳細
|       | 製造年    | 車両数 | 車両番号             | 引退 |
| ----- | --------- | ------ | -------------------- | ---- |
| R26   | 1959-1960 | 110両  | 7750-7859            | 2002 |
| R27   | 1960-1961 | 230両  | 8020-8249            | 1990 |
| R28   | 1960-1961 | 100両  | 7860-7959            | 2002 |
| R29   | 1962      | 236両  | 8570-8805            | 2002 |
| R30   | 1961-1962 | 320両  | 8250-8569            | 1993 |
| R33   | 1962-1963 | 500両  | 8806-9305            | 2003 |
| R33WF | 1963      | 40両   | 9306–9345            | 2003 |
| R36   | 1963-1964 | 34両   | 9524-9557            | 2003 |
| R36WF | 1963-1964 | 390両  | 9346–9523、9558–9769 | 2003 |

## 運行路線
レッドバード車両は、1系統、2系統、3系統、4系統、5系統、6系統、7系統で運用を行った。
R33形は、最後は4系統で走った。